# アレッソ・バルドヴィネッティ
アレッソ・バルドヴィネッティ（Alesso Baldovinetti、1427年10月14日 - 1499年8月14日）はイタリアの画家である。

## 略歴
フィレンツェの裕福な商人の息子に生まれた。アンドレア・デル・カスターニョ(c.1421-1457)やパオロ・ウッチェロ(1397-1475)、ドメニコ・ヴェネツィアーノ(c.1410-1461)といった画家たちの中で活動した。1441年から1451年の間にドメニコ・ヴェネツィアーノとアンドレア・デル・カスターニョによって行われたフィレンツェのサンテジーディオ教会(Chiesa di Sant'Egidio)の装飾画の制作に助手として加わったと伝えられてきたがその証拠はない。
1448年にフィレンツェのサン・ルカ組合に加入した。
1460年から1462年の間、フィレンツェのサンティッシマ・アンヌンツィアータ教会(Basilica della Santissima Annunziata)から注文を受けて、「誓いの回廊(Chiostrino dei Voti)」の壁画を描き、その風景描写は評価されている。
1471年にはフィレンツェの富豪、ボンジャン・ジャンフィリアッツィ(Bongianni Gianfigliazzi)も注文でサンタ・トリニータ教会(Basilica di Santa Trinita)の壁画を制作した。絵画溶剤の研究を行い、モザイク装飾も行った。
弟子にはドメニコ・ギルランダイオ(1448-1494)がいる。

## 作品

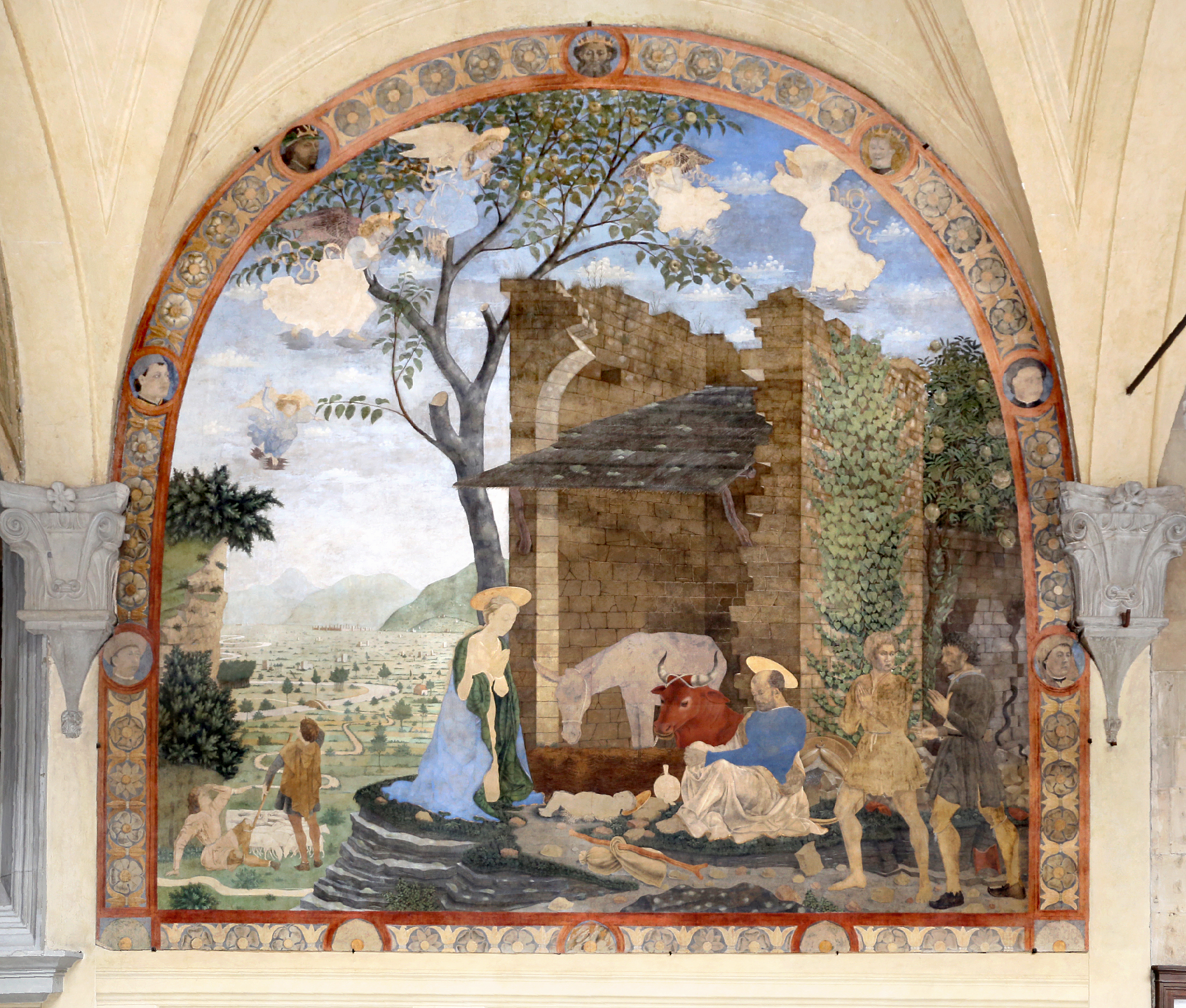
『誓いの回廊』の壁画 (1460年)
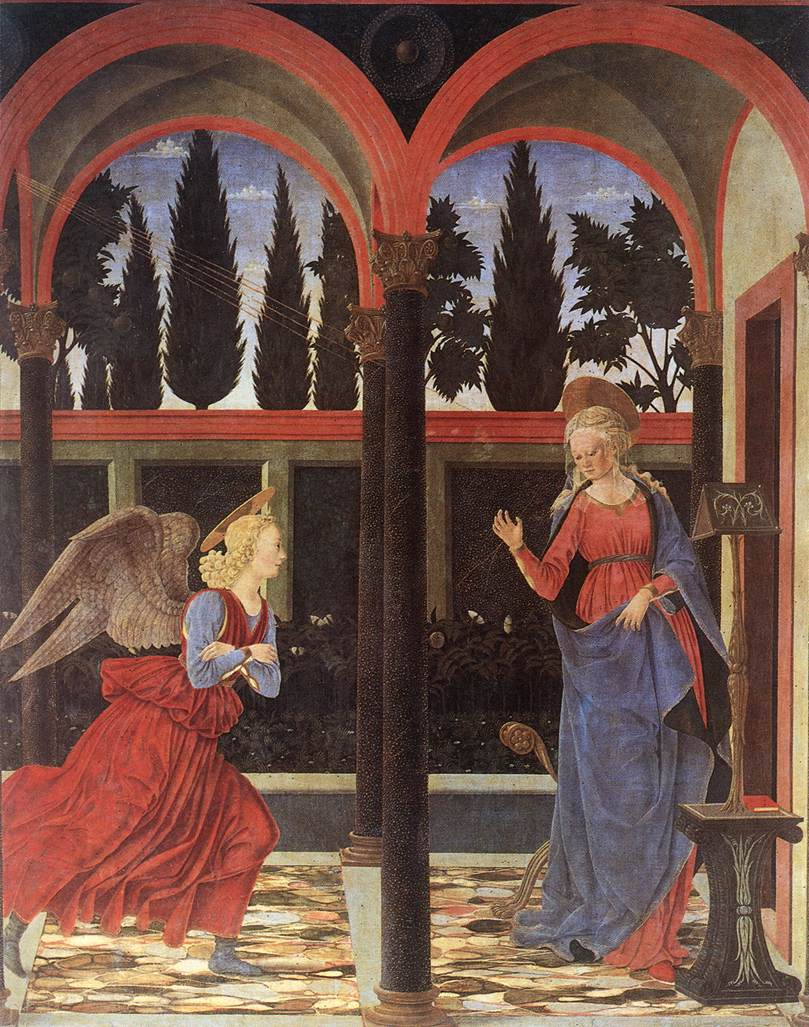
『受胎告知』(1457年) ウフィツィ美術館蔵
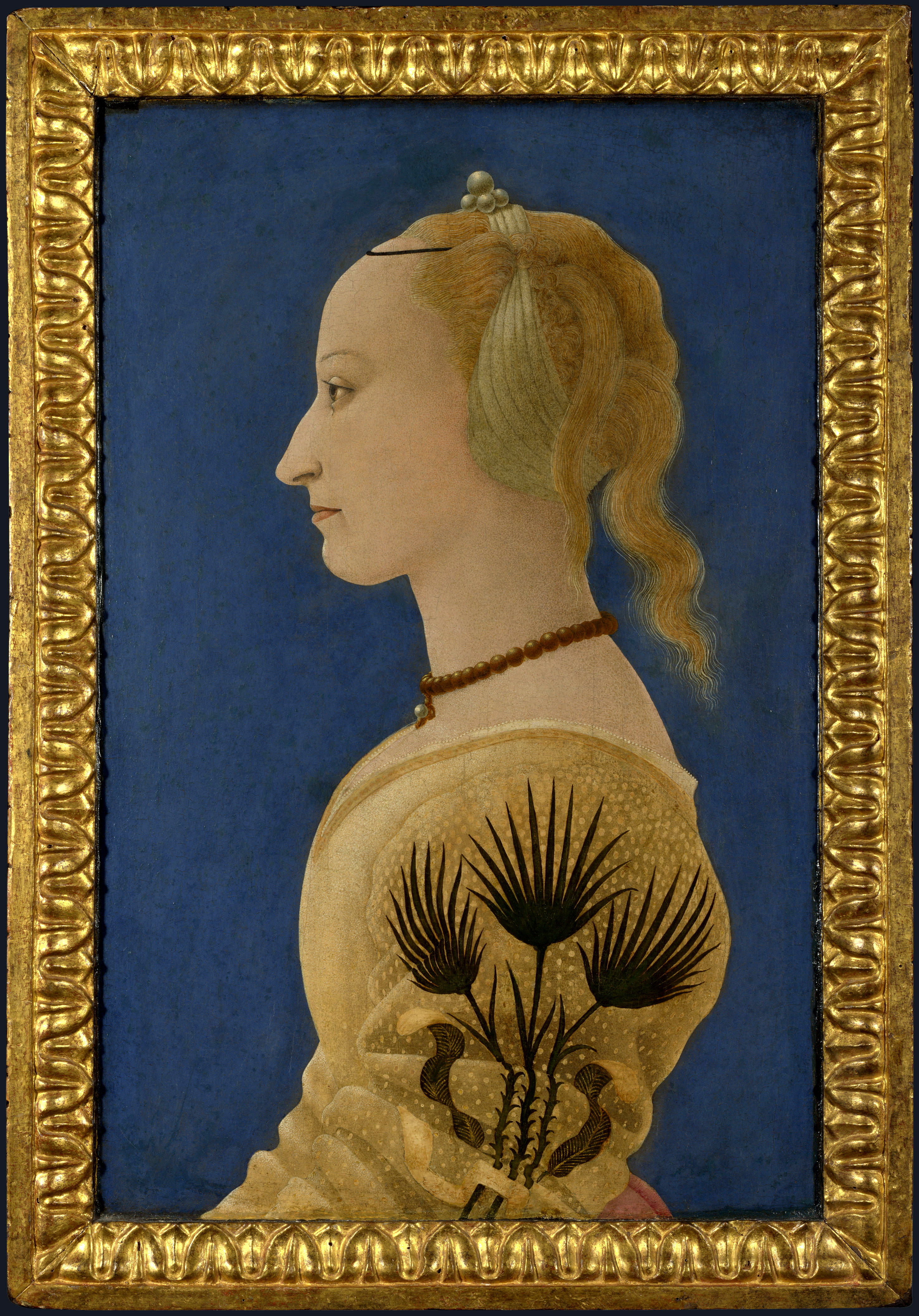
『黄色の服を着た婦人の肖像』(1465年頃) ナショナル・ギャラリー (ロンドン)蔵
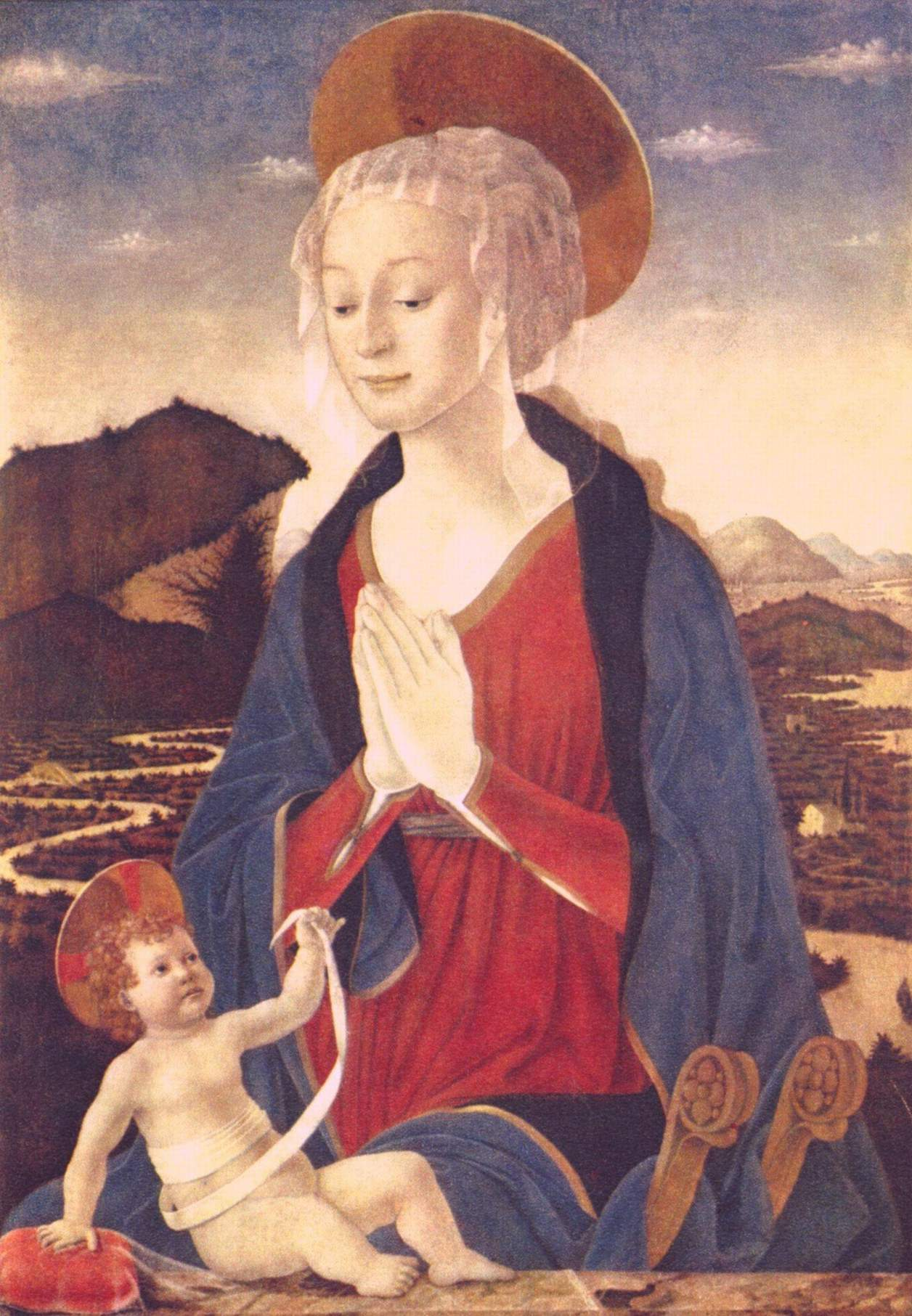
『聖母』(1470年頃) ルーブル美術館蔵
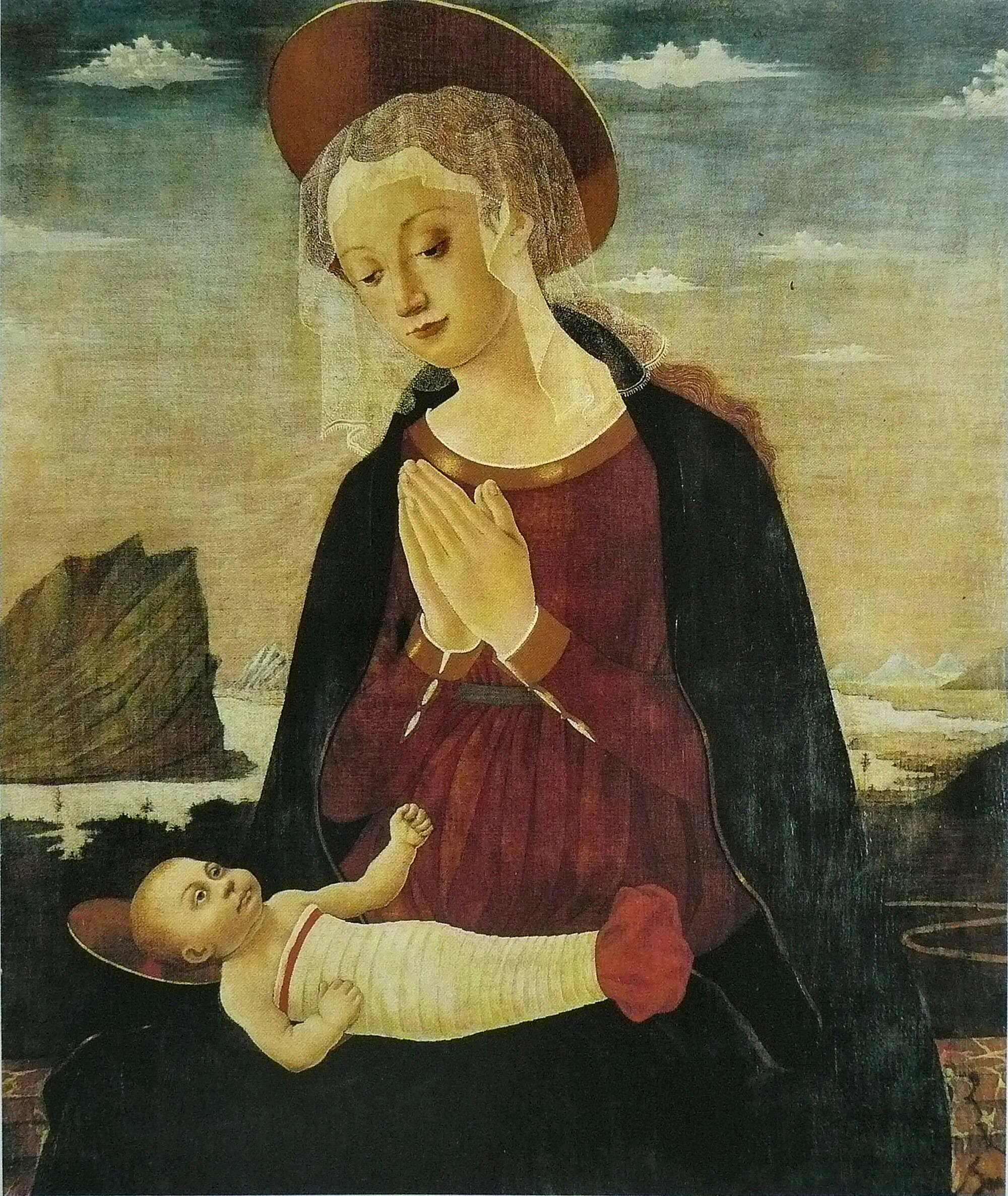
『聖母子』 ジャックマール＝アンドレ美術館蔵